# Подойниково
Подо́йниково — село в Панкрушихинском районе Алтайского края России. Административный центр Подойниковского сельсовета.

## География
Расположено на левом берегу реки Бурлы. Абсолютная высота — 175 м над уровнем моря.

## История
Основано в 1700 году. В 1926 году в селе имелось 902 хозяйства и проживало 4440 человек (2130 мужчин и 2310 женщин). В национальном составе населения того периода преобладали русские. Действовали школа семилетка, две школы I ступени, детский дом, изба-читальня, телефон, народный дом и лавка общества потребителей. В административном отношении являлось центром Подойниковского сельсовета Панкрушихинского района Каменского округа Сибирского края.

## Население
| 1926  | 1997  | 1998  | 1999  | 2000  | 2001  |
| ----- | ----- | ----- | ----- | ----- | ----- |
| 4440  | ↘1275 | ↗1293 | ↘1280 | ↗1283 | ↗1284 |
| 2002  | 2003  | 2004  | 2005  | 2006  | 2007  |
| ↘1266 | ↘1236 | ↘1216 | ↘1155 | ↘1128 | ↘1067 |
| 2008  | 2009  | 2010  | 2011  | 2012  | 2013  |
| ↘1042 | ↗1130 | ↘1093 | ↘1088 | →1088 | ↘1087 |

Национальный состав
Согласно результатам переписи 2002 года, в национальной структуре населения русские составляли 95 %.

## Известные уроженцы
- Силуян (Килин) (1939—2021) — архиерей Русской православной старообрядческой церкви; епископ Новосибирский и всея Сибири.